# Regina Mapeli Burchardt
Regina Mapeli Burchardt (* 1. Juli 1983 in Ostberlin als Regina Burchardt) ist eine deutsche Volleyball-Nationalspielerin.

## Karriere
Burchardt begann ihre Karriere in ihrer Heimatstadt beim Marzahner VC. 1996 kam sie zum Nachwuchs-Team des VC Olympia Berlin. Nach dem fünften Platz bei der Jugend-Europameisterschaft 1999 stieg sie zu den Juniorinnen auf, mit denen sie bei der Europameisterschaft 2000 und der Weltmeisterschaft 2001 Sechster und Neunter wurde. In der Saison 2000/01 gehörte Burchardt zum ersten VCO-Jahrgang, der in der Bundesliga mitspielen durfte. Anschließend wechselte sie innerhalb der Hauptstadt zu den Volley Cats Berlin und spielte anschließend beim VC 68 Zeuthen-Eichwalde weiter. 2004 verpflichteten die Roten Raben Vilsbiburg die Außenangreiferin. In Bayern wurde sie in ihren ersten beiden Jahren zweimal Vizemeisterin. Außerdem gab sie 2005 in der Debüt in der A-Nationalmannschaft, mit der sie an der Europameisterschaft in Kroatien teilnahm. In der Saison 2007/08 wurde sie mit den Raben deutsche Meisterin. 2009 gewann Vilsbiburg den DVV-Pokal. In der Saison 2008/09 erreichte die Mannschaft außerdem den zweiten Platz in der Bundesliga und das Final Four des CEV-Pokals. Danach wechselte sie zum spanischen Verein Club Voleibol Haro Rioja. Wegen der Finanzkrise verließ sie Spanien nach einem Jahr und kam im Sommer 2010 auf Vermittlung ihrer Mitspielerin Nicole Fetting zurück in die Bundesliga zum 1. VC Wiesbaden. Gleich in der ersten Saison spielte Burchardt mit dem VCW im Europapokal, schied aber im Challenge Cup früh aus. Auch in der Liga und im Pokal lief die Saison für den Vizemeister des Vorjahres nicht so erfolgreich. Burchardt gehörte zum Kader der Nationalmannschaft, die 2011 Vize-Europameister wurde. 2011/12 erreichten die Hessinnen das Playoff-Viertelfinale und das Pokal-Halbfinale. Im DVV-Pokal 2012/13 unterlag der VCW mit der Kapitänin Burchardt erst im Endspiel dem Schweriner SC und erreichte das Playoff-Halbfinale. Auch in den nächsten beiden Spielzeiten kam Burchardt mit Wiesbaden ins Halbfinale des Bundesliga. 2015 wechselte sie zum Ligakonkurrenten SC Potsdam. Die Brandenburgerinnen kamen über die Pre-Playoffs ins Viertelfinale der Bundesliga. Nach der Saison wechselte Burchardt zum Berliner Regionalligisten TSV Tempelhof-Mariendorf, wo sie gemeinsam mit ihrer Zwillingsschwester Anita spielt. Anfang Januar 2017 verkündete sie zunächst ihr Karriereende. Nach einer Babypause spielt Burchardt seit 2019 wieder für die inzwischen in die Dritte Liga Nord aufgestiegenen Tempelhof-Mariendorferinnen.

## Familie
Regina Burchardt ist die Tochter der mehrfachen DDR-Meisterin im Schach Brigitte Burchardt.